# Меркет
Меркет (англ. merchet) — в средневековой Англии и Шотландии плата, уплачиваемая лично зависимым крестьянином (вилланом в Англии, хазбендменом в Шотландии) своему сеньору в случае выхода его дочери замуж. 
Название происходит от староваллийского merched — множественное число от слова «дочь». Меркет подлежал уплате после замужества крестьянской дочери и представлял одну из форм выражения личной зависимости виллана от феодала. Правовым обоснованием права сеньора на получение меркета являлось положение, что замужество и переезд женщины к её супругу лишали феодала одного работника. Обычно меркет выплачивался отцом невесты. Наряду с принципом неограниченности отработочных повинностей, уплата меркета являлась главным признаком принадлежности крестьянина к категории феодально-зависимых вилланов или хазбендменов. 
В некоторых регионах (например, Нортумберленд) меркет сохранялся некоторое время и после освобождения крестьян из личной зависимости. Кроме того, несмотря на то, что уплата меркета являлся одной из форм феодальной зависимости крестьянина, свободные землевладельцы и рыцари, владеющие ленами, также были вынуждены в период средневековья получать согласие своего сюзерена на брак дочерей.
Аналог меркета во Франции в эпоху средневековья — формарьяж.